# Michel Pastoureau
Michel Pastoureau   (14è districte de París, 17 de juny de 1947) és un historiador i investigador francès.
Arxiver paleògraf, va ser director d'estudis a l'École Pratique des Hautes Etudes, del 1982 al 2016. És especialista en la història dels sistemes simbòlics i, en particular, en heràldica, en sigil·lografia i en simbologia del color.

## Biografia

### Família i formació
És fill d'Henri Pastoureau, escriptor i pintor aficionat, proper al surrealisme d'Hélène Level.
Michel Pastoureau va ser admès a l'École des Chartes el 1968. Hi va obtenir el diploma d'arxiver paleògraf el 1972, després de defensar una tesi titulada Le Bestiaire héraldique au Moyen Age (El bestiari heràldic a l'Edat Mitjana). El tema, en aquells moments, era considerat poc prometedor, atès que l'heràldica tenia fama de ser una disciplina arcaica i l'estudi dels bestiaris no era considerat un tema històric.

### Carrera professional
Michel Pastoureau va ser nomenat conservador de biblioteques a la Biblioteca Nacional de França i fou assignat al gabinet de medalles el 1972,.
Va ser nomenat director d'estudis de la IVa secció de l'École Pratique des Hautes Etudes, a partir del 10 octobre de 1983. Fou elegit, el 28 d'abril del 2006, corresponsal de l'Académie des Inscriptions et Belles-Lettres,. També fou membre de l'Académie Internationale d'Héraldique, president honorari de la Société Française d'Héràldique et de Sigillographie, i ensenya regularment a l'École du Louvre.
Ha estat assessor històric de dues pel·lícules: Perceval le Gallois d'Eric Rohmer i El nom de la rosa de Jean-Jacques Annaud.

#### Obres
Michel Pastoureau és un especialista en simbologia i en la història cultural dels colors, dels emblemes, de l'heràldica i de la història cultural del bestiari.
Ha publicat nombrosos llibres, que inclouen diversos treballs incisius sobre la història dels colors. També ha treballat sobre els símbols i sobre el significat del santoral. La seva obra destaca, sobretot, per l'extens estudi que ha fet sobre una història de la simbologia medieval d'Occident, que és el resultat de 30 anys d'ensenyament especialitzat.
També ha escrit sobre els Cavallers de la Taula Rodona i sobre emblemes i heráldica, així com sigil·lografia i numismàtica, sobre les quals aporta una mirada sociològica.

## Honors

### Premis
- Premi Broquette-Gonin (història) de l'Académie Française pel llibre La vie quotidienne en France et en Angleterre au temps des chevaliers de la Table ronde (1977).[12]
- Tercera medalla al concurs d'antiguitats franceses de l'Académie des Inscriptions et Belles-Lettres per a l'obra Traité de héraldique (1980).[13]
- Premi Eugène-Carrière (medalla de plata) de l'Académie Française pel llibre Bleu, histoire d'une culeur (2001),.[14][15]
- Premi Jules i Louis Jeanbernat i Barthélémy de Ferrari Doria de l'Acadèmia Francesa pel llibre Bleu, histoire d'une color (2002).[16]
- Premi d'assaig Médicis pel llibre Les couleurs de nos souvenirs(2010),.[17][18][19]
- Premi Nacional del Llibre Medieval (2010).[20]
- Premi França-Televisió d'assaig pel llibre Els colors de les nostres memòries (2011).[21]
- Premi Roger Caillois (2012).[22]
- Premi Montaigne de Bordeus (2020).[23]

### Doctorhonoris causa
- Doctor honoris causa per la Universitat de Lausana.[24]

### Decoracions
- Chevalier de la Légion d'honneur en 2020.
- Officier de l'ordre des Palmes académiques en 1999[25] (chevalier en 1994).[26]
- Commandeur de l'ordre des Arts et des Lettres en 2009,.[27][28]

## Publicacions
- Les Armoiries, Turnhout, Brepols (Typologie des sources du Moyen Âge occidental), 1976 ISBN 978-2-503-36020-1.
- Traité d'héraldique, Paris, Picard (Grands manuels), 1979, réédité en 1993, 1997, 2003 (version revue et complétée par les travaux du domaine publiés de 1979 à 1992), 2008.
- Les Sceaux, Turnhout, Brepols (Typologie des sources du Moyen Âge occidental), 1981.
- L'Hermine et le Sinople, études d'héraldique médiévale, Paris, Le Léopard d'Or, 1982 ISBN 2863770179.
- Jetons, méreaux et médailles, Turnhout, Brepols (Typologie des sources du Moyen Âge occidental), 1984.
- Figures de l'héraldique, Paris, coll. « Découvertes Gallimard / Culture et société » ([[Liste des volumes de « Découvertes Gallimard » (1re partie)|Plantilla:Nº]]), Gallimard, 1996 ISBN 2070533654.
- Les Emblèmes de la France, Paris, Bonneton, 1998.
- Une histoire symbolique du Moyen Age occidental, Paris, Seuil, Plantilla:Coll. « La Librairie du XXIe siècle », 2004, Plantilla:Nb p..
- L'Art de l'héraldique au Moyen Âge, Paris, Le Seuil, 2009, 240 p. ISBN 978-2-02-098984-8.
- Le grand armorial équestre de la Toison d'or (avec Jean-Charles de Castelbajac), Paris, Seuil / BNF, 2017.
- Les Animaux célèbres, Paris, Bonneton, 2001 ISBN 2-86253-281-9.
- amb Gaston Duchet-Suchaux, Le bestiaire médiéval : dictionnaire historique et bibliographique, Le Léopard d'Or, 2002, 167 p., ill.
- Éditions du Seuil. L'Ours, 2007, p. 407. ISBN 978-2-02-021542-8..
- Le Cochon. Histoire d'un cousin mal-aimé, Paris, coll. « Découvertes Gallimard / Culture et société » ([[Liste des volumes de « Découvertes Gallimard » (2e partie)|Plantilla:Nº]]), Gallimard, 2009, 160 p. ISBN 2070360385.
- Bestiaires du Moyen Âge, Paris, Le Seuil, 2011, 235 p. ISBN 978-2-02-102286-5 .
- Les Secrets de la licorne, Paris, Réunion des musées nationaux, 2013, 144 p., 140 ill..
- Le Cochon (préface de Jean-Pierre Coffe), Gallimard (Albums Beaux-Livres), 2013, 128 pages illustrées ISBN 9782070142620.
- Seuil. Le Loup. Une histoire culturelle (en francès), 08/11/2018, p. 156. ISBN 978-2-02-140395-4..
- Seuil. Le Taureau. Une histoire culturelle (en francès), 01/10/2020, p. 160. ISBN 978-2-02-144922-8..
- Seuil. Le Corbeau. Une histoire culturelle (en francès), 14/10/2021, p. 160. ISBN 978-2-02-147793-1..
- Figures et couleurs. Études sur la symbolique et la sensibilité médiévales, Paris, Le Léopard d'Or, 1986.
- Couleurs, images, symboles. Études d'histoire et d'anthropologie, Paris, Le Léopard d'Or, 1989.
- L'Étoffe du diable, une histoire des rayures et des tissus rayés, Paris, Seuil (Point Essais), 1991 ISBN 2020611988.
- Dictionnaire des couleurs de notre temps, Paris, Bonneton, 1992 ISBN 2862532436.
- Jésus chez le teinturier. Couleurs et teintures dans l'Occident médiéval, Paris, Le Léopard d'Or, 1998.
- Le Petit Livre des couleurs (avec Dominique Simonnet), Paris, Panama, 2005 ISBN 2755700343.
- Les Couleurs de nos souvenirs, Paris, Le Seuil, La Librairie du XXIe siècle, 2010, 257 p., ISBN 978-2-02-096687-0.
- Les couleurs de la France (avec Pascal Ory et Jérôme Serri), Paris, Hoëbeke, 2016, 168 pages.
- Une couleur ne vient jamais seule, Paris, Le Seuil, octobre 2017.
- Série Histoire d'une couleur :
  -  Seuil. Bleu (en francès), p. 216. ISBN 978-2020204750.
  -  Seuil. Noir (en francès), p. 216. ISBN 978-2020490870.
  -  Seuil. Vert (en francès), p. 240. ISBN 978-2021093254.
  -  Seuil. Rouge (en francès), p. 216. ISBN 978-2021180336.
  -  Seuil. Jaune (en francès), p. 240. ISBN 978-2021420579.
  -  Seuil. Blanc (en francès), 2022, p. 240. ISBN 978-2021504538.